# Tapiz de Sampul

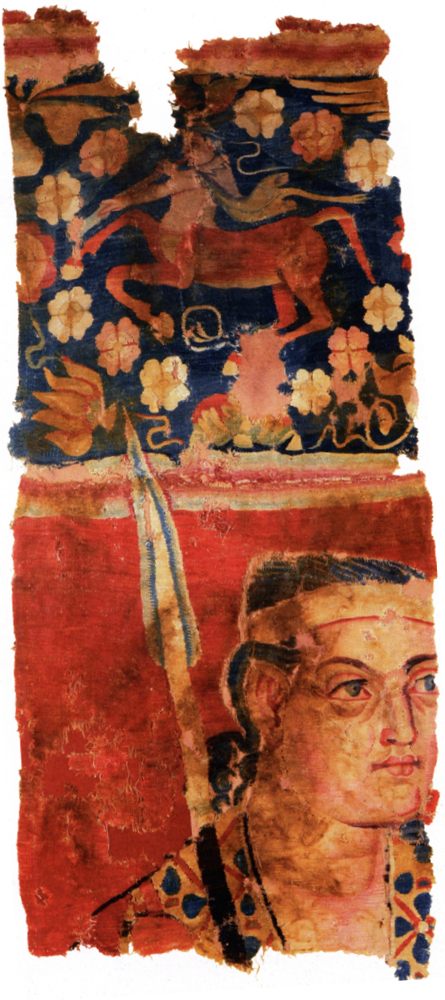
Soldado griego con cinta, posiblemente una diadema.

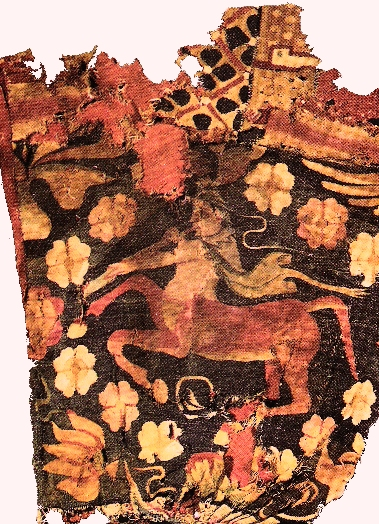
Centauro rodeado de motivos florales.

El tapiz de Sampul es un lienzo colgante bordado en lana hallado en Sampul, en la cuenca del Tarim, dentro de una tumba colectiva del siglo III-II a. C. Se encuentra en la actualidad expuesto en el Museo de Sinkiang, en Urumqi (Sinkiang, China).
El tapiz representa a un soldado, posiblemente griego, y un centauro. Se trata probablemente de un trabajo de origen griego de Asia Central (grecobactriano), que utiliza más de 24 hilos de diferentes colores bordados mediante una técnica típicamente occidental. 
El soldado, de ojos azules, viste una túnica con motivos de rosetas. La cinta del pelo que porta podría ser una diadema, un símbolo real en el mundo helenístico, representado en acuñaciones macedonias y otras monedas griegas. La presencia del centauro (un elemento típico de la mitología griega), los motivos florales y la representación realística refuerzan la identificación del soldado como griego. Curiosamente el tapiz fue bordado en un par de pantalones, indicando que podría haber sido utilizado como un trofeo decorativo.
El hallazgo de este tapiz sugiere la existencia de contactos, en torno al siglo III a. C., entre los reinos helenísticos de Asia Central y la cuenca del Tarim, en el límite del mundo cultural chino.